# Nealcidion femoratum
Nealcidion femoratum là một loài bọ cánh cứng trong họ Cerambycidae.